# 沖根婦站
沖根婦站（日语：／ Okineppu eki */?）是位於北海道根室市雙沖（開業當時位於根室支廳花咲郡齒舞村），根室拓殖鐵道的鐵路車站（廢站）。

## 歷史
- 1929年（昭和4年）10月16日 - 根室拓殖鐵道車站啟用。
- 1945年（昭和20年）4月1日 - 成為根室拓殖鐵道車站。
- 1959年（昭和34年）6月20日 - 根室拓殖鐵道車站被廢除。

## 車站周邊
此站附近設有瑞泉寺。

## 相鄰車站
根室拓殖鐵道
根室拓殖鐵道線
友知－（共和學校臨時乘降場）－沖根婦－（沖根部臨時乘降場）－（引臼臨時乘降場）－婦羅理

## 注腳
1. ↑  根室拓殖鉄道廃線跡を訪ねて （页面存档备份，存于）（日語）

## 相關項目
- 日本鐵路車站列表 O